# Lista över studentkårer i Sverige
Lista över studentkårer i Sverige är en lista över studentkårer i Sverige. En studentkår är en intresseorganisation för studenter vid ett visst universitet eller högskola.

## Svenska studentkårer

### Blekinge tekniska högskola
- Blekinge Studentkår, (BSK)

### Chalmers tekniska högskola
- Chalmers studentkår, (ChS)

### Göteborgs universitet
- Göta studentkår (Göta)
- Handelshögskolans i Göteborg Studentkår (HHGS)
- Konstkåren (Konst)
- Sahlgrenska akademins Studentkår (SAKS)

Elevkåren vid Högskolan för Film och Fotografi är sitt namn till trots endast en frivillig studentsammanslutning och inte någon studentkår. Flertalet av ovanstående studentkårer samarbetar inom Göteborgs universitets studentkårer (GUS) och Göteborgs Förenade Studentkårer. I den senare sammanslutningen ingår kårer från alla lärosäten i Göteborg. Se även Göteborgs Universitets Studentkår.

### Handelshögskolan i Stockholm
- Handelshögskolans i Stockholm studentkår (engelska: Student Association of the Stockholm School of Economics), grundad 1909

### Högskolan Dalarna
- Dalarnas studentkår

### Högskolan i Borås
- Studentkåren i Borås

### Högskolan i Gävle
- Gefle studentkår

### Högskolan i Halmstad
- Halmstad studentkår

### Högskolan i Jönköping
- Jönköpings Studentkår

### Högskolan Kristianstad
- Kristianstad studentkår

### Högskolan på Gotland
- Gotlands Studentkår Rindi

### Högskolan Väst
- Studentkåren vid Högskolan Väst

### Johannelunds teologiska högskola
- Studentkåren vid Johannelunds teologiska högskola

### Karlstads universitet
- Karlstad studentkår

### Karolinska Institutet
- Medicinska Föreningen i Stockholm
- Odontologiska Föreningen
- Sjukgymnasternas Studentkår

### Kungliga Tekniska högskolan
- Tekniska Högskolans Studentkår (THS)

### Linköpings universitet
- Consensus - Hälsouniversitetets studentkår
- Linköpings teknologers studentkår (LinTeK)
- Studentkåren StuFF vid Linköpings universitet (StuFF)

### Linnéuniversitetet
- Linnéstudenterna

### Luleå tekniska universitet
- Luleå studentkår
- Teknologkåren vid Luleå tekniska universitet

### Lunds universitet
- Juridiska föreningen i Lund (JF)
- Lundaekonomernas Studentkår (LE)
- Lunds Doktorandkår (LDK)
- Lunds Naturvetarkår (LUNA)
- Lunds Samhällsvetarkår (SAM)
- Teknologkåren vid Lunds tekniska högskola (TLTH)
- Humanistiska och teologiska studentkåren (HTS) (bildad 1 juli 2010)
- Corpus Medicum ("Corpus", CM) (bildad 1 juli 2010)
- Studentkåren vid Konsthögskolan i Malmö (bildad 1 juli 2010)

Merparten av de studenter som omfattas av ovanstående kårer ingick tidigare i Lunds Studentkår, LS, som dock lades ned 1996. Idag samarbetar alla lundakårerna i samarbetsorganet Lunds universitets studentkårer, LUS.

### Malmö universitet
- Odontologiska studentkåren
- Studentkåren Malmö

### Mittuniversitetet
- Studentkåren i Sundsvall
- Studentkåren i Östersund

### Mälardalens universitet
- Mälardalens Studentkår (MDSU)

### Stockholms universitet
- DISK
- Föreningen Ekonomerna
- Stockholms Universitets Studentkår

### Sveriges lantbruksuniversitet
- Alnarps studentkår, ASK
- Hippologernas akademiska studentkår, HAS
- Lantmästarkåren, LMK
- Skara studentkår, SSK
- Skogshögskolans studentkår, SHS (Umeå)
- Skogsmästarskolans studentkår, SMS (Skinnskatteberg)
- Ultuna studentkår, ULS
- Veterinärmedicinska föreningen, VMF

Samtliga ovanstående samarbetar i SLU:s samlade studentkårer

### Södertörns högskola
- Södertörns högskolas studentkår

### Umeå universitet
- Medicinska studentkåren vid Umeå universitet, MSU
- Umeå naturvetar- och teknologkår, NTK
- Umeå studentkår

### Uppsala universitet
- Farmacevtiska Studentkåren
- Uppsala studentkår, US
- Uppsala teknolog- och naturvetarkår, UTN
- Föreningen Uppsalaekonomerna, UE
- Juridiska Föreningen i Uppsala, JF
- Gotlands Studentkår Rindi

### Örebro universitet
- Örebro studentkår